# Sicalis taczanowskii
Sicalis taczanowskii là một loài chim trong họ Thraupidae.